# Generaliserade Korteweg–de Vries ekvation
Inom matematiken är generaliserade Korteweg–de Vries ekvation den olinjära partiella differentialekvationen
{\displaystyle \partial _{t}u+\partial _{x}^{3}u+\partial _{x}f(u)=0.\,}
Specialfallet f(u) = 3u2 är den ursprungliga Korteweg–de Vries ekvation.

### Allmänna källor
- Tsutsumi, Masayoshi; Mukasa, Toshio; Iino, Riichi (1970), ”On the generalized Korteweg–de Vries equation”, Proc. Japan Acad. 46 (9):  921–925, doi:10.3792/pja/1195520159